# Parthische Rijk
Het Parthische Rijk was een Iraans rijk gesticht door de dynastie van de Arsaciden. Deze stamden van de Parni, een Scythisch volk uit Centraal-Azië die rond 250 v.Chr. de voormalige Seleucidische satrapie Parthia veroverden. 
Onder het koningshuis der Arsaciden breidden zij hun macht uit, vanuit hun basis in Hekatompylos (thans Šahr-e Qumis in Semnan). Later werd de hoofdstad Ecbatana (thans Hamadan) met als winterresidentie Ctesiphon aan de Tigris. 
De historiografen, van wier documentatie de reconstructie van de vroege Arsacidengeschiedenis afhankelijk is, maakten vanaf dat moment geen onderscheid meer tussen de Parni en de oorspronkelijke Parthen.

## Geschiedenis
Na de dood van Antiochus II in 247 v.Chr. riep Andragoras, de Seleuciden-satraap van Parthia, zijn onafhankelijkheid uit.
Ondertussen werd Arsaces gekozen als leider van de Parni, een Oost-Iraans volk uit de Tedzjenvallei in het huidige Turkmenië. Na de afscheiding van Parthia uit het Seleucidenrijk en het resulterende verlies van militaire ondersteuning, had Andragoras moeite met het handhaven van zijn grenzen. Ongeveer 238 v.Chr. vielen de Parni onder commando van Arsaces en zijn broer Tiridates Parthia binnen, en namen controle over de noordelijke regio Astabene met de hoofdstad Quchan.
Kort daarop veroverden de Parni de rest van Parthia op Andragoras, en vermoordden hem. Arsaces stichtte de dynastie van de Arsaciden, die zolang het Parthische rijk bestond, de koningsdynastie zouden blijven. 

### Opkomst van het Parthische rijk
Hoewel een eerste strafexpeditie door de Seleuciden onder Seleucus II niet succesvol was, heroverden de Seleuciden onder Antiochus III in 209 v.Chr. gebied van Arsaces' opvolger Arsaces II. Arsaces II accepteerde een vazalstatus, en pas onder zijn kleinzoon Phraates I zouden de Arsaciden hun onafhankelijkheid herbevestigen.
Volgende koningen, met name Priapitius en Mithridates I de Grote breidden het rijk verder uit en drongen de Seleuciden steeds verder terug. Mithridates' opvolgers waren niet in staat alle veroverde gebieden vast te houden, maar wel werd in 126 v.Chr. Babylonië aan het Parthische rijk toegevoegd. Mithridates II de Grote (124-88) bracht het rijk opnieuw tot grote bloei. Hij veroverde veel gebieden en breidde het Parthische rijk uit tot aan de Eufraat, waar hij als eerste Parthische vorst in contact kwam met de Romeinen.

### Duistere periode
Over de periode na Mithridates II is bij gebrek aan bronnen niet veel bekend. Wel is duidelijk dat er verdeeldheid was in het rijk en dat verschillende troonpretendenten elkaar bestreden. Daarnaast verloor Parthië invloed aan het in deze periode sterke Koninkrijk Armenië onder Tigranes II. Pas vanaf de regering van Phraates III Theos (70-57) herstelde het Parthische rijk zich.

### Romeins-Parthische oorlogen

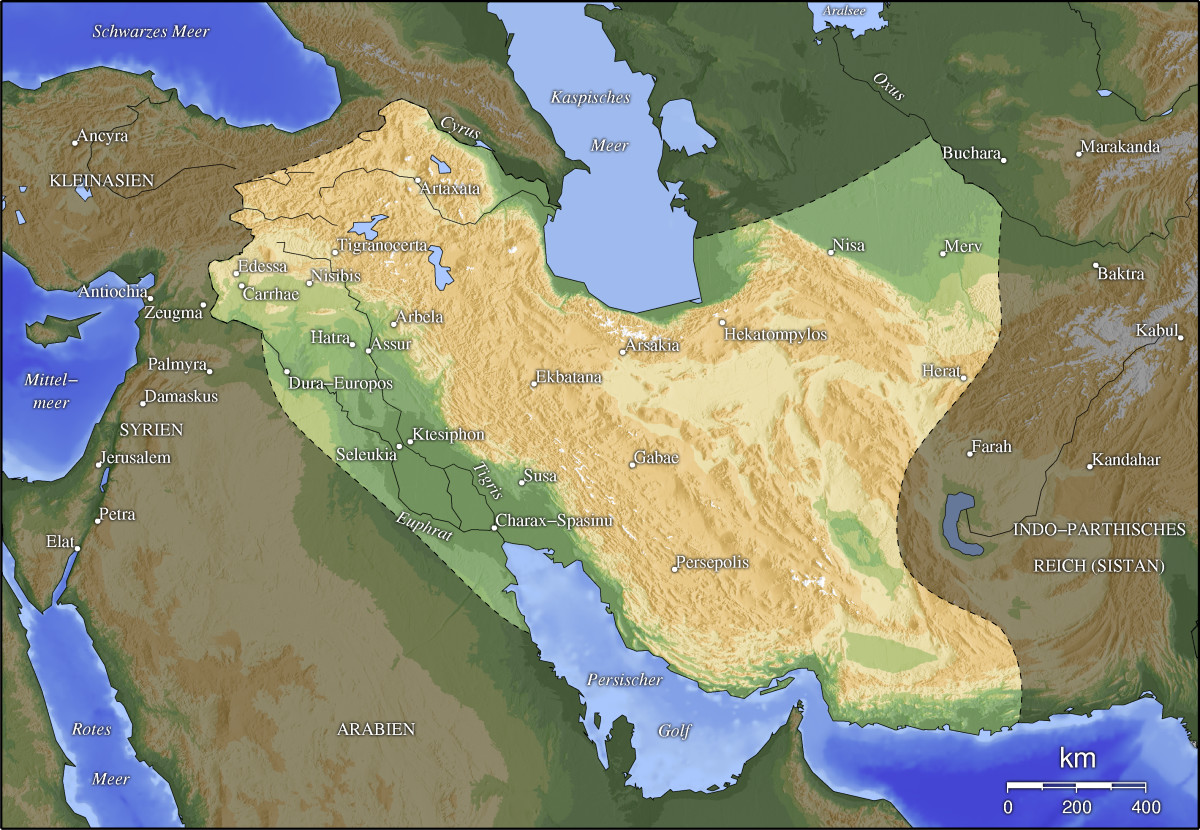
Het Parthische Rijk in de 1e eeuw v.Chr.

Tijdens de regering van Orodes II (57-38) trokken de Romeinen, onder aanvoering van Crassus, Parthië binnen. Orodes' generaal Surenas bracht de Romeinen in de Slag bij Carrhae echter een zware nederlaag toe (53 v.Chr.), die zo'n effect had dat de Romeinen tot aan het begin van de tweede eeuw na Chr. de Parthische legers vreesden. Orodes' zoon en beoogd opvolger Pacorus I wist (samen met de overgelopen Romeinse veldheer Quintus Labienus) rond 40 v.Chr. zelfs grote delen van Syria, Judea en Cilicië te veroveren op de Romeinen. Die slaagden er echter al snel in de Parthen weer tot over de Eufraat terug te drijven. Ook onder de volgende koningen bleef er sprake van een sterk Parthië, dat op gespannen voet stond met Rome.

### Strijd om Armenië
Onder Artabanus II (10-38 na Chr.) kwam het tot een ernstig conflict tussen de Parthen en de Romeinen over het Koninkrijk Armenië, dat door beiden geclaimd werd. Hoewel Artabanus uiteindelijk de Romeinen als zijn meerdere moest erkennen, zou Armenië tot aan de val van het Parthische rijk een twistpunt blijven.
De strijd om Armenië kwam tot een nieuw hoogtepunt onder Vologases I (51-78). Noch de Parthen, noch de Romeinen slaagden erin een duidelijke overwinning te behalen en in 63 kwamen Vologases en de Romeinse keizer Nero tot een akkoord dat voorzag in gedeelde invloed: de Parthische dynastie van de Arsaciden zou voortaan in Armenië regeren, maar als vazallen van Rome.
Het akkoord hield enkele decennia stand, maar Osroes I (109-129) greep toch weer in in de Armeense troonopvolging. Daarop heroverde de Romeinse keizer Trajanus Armenië en trok hij met zijn legers Parthië binnen. Van Mesopotamia maakte hij een Romeinse provincie en hij plaatste Parthamaspates op de Parthische troon als vazal van de Romeinen. Toen Trajanus in 117 echter overleed, verdreef de Parthische bevolking Parthamaspates. Trajanus' opvolger Hadrianus wilde geen oorlog met de Parthen en trok zijn legers uit Mesopotamië terug.

### Verval van het Parthische rijk
Reeds ten tijde van Osroes was het rijk verdeeld. Vologases III, die als winnaar uit de machtsstrijd naar voren komt, wist het rijk echter weer te versterken en slaagde erin de opstanden van vazalkoningen neer te slaan. Vanaf zijn opvolger Vologases IV zette het verval van het Parthische rijk echter definitief in. Vologases trok met zijn legers naar Armenië, verdreef aldaar de Romeinen en bezette het gebied. De Romeinen sloegen echter al snel terug; Lucius Verus, die nog maar net medekeizer was geworden, trok met een sterke legermacht op naar het oosten. Hij heroverde Armenië en richtte in Parthië grote verwoestingen aan, zelfs tot in de hoofdstad Ctesiphon. Een ernstige verzwakking van het Parthische rijk was het gevolg, waarvan veel vazallen gebruikmaken om in opstand te komen.
Het verval zette verder door onder Vologases V (192-207) en Vologases VI (207-228). Ook zij wekten de woede van de Romeinen, die opnieuw Parthië binnenvielen en daar grote verwoestingen aanrichtten. Weliswaar wist Artabanus IV (213-224) de Romeinen nog een nederlaag toe te brengen, maar de strijd tegen de Romeinen vergde zoveel aandacht dat Artabanus veel te laat reageerde op de opstand van Ardashir. Deze voormalige Perzische vazal van de Parthen versloeg in 224 Artabanus en veroverde in 226 de hoofdstad Ctesiphon. Daarmee kwam definitief een einde aan het Parthische rijk en ontstond het Nieuw-Perzische rijk van de Sassaniden.

## Cultuur, economie en oorlogvoering
Overheersing door de Parthen wordt in het algemeen gelijkgesteld als Perzische overheersing. Toch stonden de Parthen, met name in het begin, nog zeer sterk onder invloed van het hellenisme. Pas later (vanaf Vologases I, reg. 51-78) was er sprake van duidelijke pogingen de Griekse cultuur terug te dringen ten gunste van de oude Perzische cultuur. Langzaam maar zeker verschenen er op Parthische munten naast Griekse ook meer uitgebreide Aramese inscripties. Vologases IV was een van de weinige vorsten die Parthische inscripties gebruikte. De Parthen spraken waarschijnlijk een noordwestelijk Iraans dialect, dus verwant aan het moderne Beloetsji en Koerdisch. De latere Sassaniden spraken een zuidwestelijk Iraans dialect dat nauw verwant is met de huidige taal van Iran, het Perzisch. De Parthen lieten zelf geen geschreven literatuur na, maar tijdens de regering van de Arsaciden werden orale epossen doorgegeven door minstrelen, die later de kern zouden vormen van de Iraanse epische poëzie.
In de beeldhouwkunst streefden de Parthen naar realistische portretten met een nauwkeurige weergave van de kapsels en de rijke kledij.
De Parthen waren van oorsprong een nomadenstam en dit weerspiegelde zich in hun kunst en religie. Zij ontwikkelden in hun architectuur de iwan, een grote, deels open ruimte overdekt met een gewelf, die door latere islamitische cultuur in Iran en daarbuiten werd overgenomen. Deze iwan was gebaseerd op de nomadententen van de Parthen. Verder hadden ze een voorkeur voor dierenmotieven en oorlogs- en jachttaferelen. De cultus van natuurfenomenen bloeide en het offeren van paarden bleef een constante in de religie van de Parthen. Maar ook de cultussen van Mithra, Anahita en Ahoera Mazda bleven belangrijk in hun rijk.
De Parthen waren rijk, omdat zij de handelsroute van west naar oost beheersten. Zij knoopten diplomatieke betrekkingen met China aan en exporteerden producten als saffraan, jasmijn, alfalfa, druiven en uien naar China.
Ze ontwikkelden zich tot een grote tegenstander van het Romeinse Rijk. De Parthen waren zeer gevreesd door de Romeinen, omdat ze vaak met boogschutters te paard vochten en omdat de Romeinse cavalerie deze nooit te pakken kon krijgen. Net zoals de Scythen, hielden de Parthische ruiters er de tactiek op na dat zij deden alsof zij vluchtten, maar zich dan plotseling, al rijdend, omdraaiden en pijlen afschoten op hun achtervolgers (Parthisch schot). Door de constructie van de bogen hadden de pijlen zo'n kracht dat ze zelfs Romeinse pantsers konden doorboren.
Er is een hypothese die stelt dat de vier ruiters van de Apocalyps eigenlijk Parthen te paard moesten voorstellen.

## Koningen van de Parthen
- Arsaces I 247 v.Chr.-211 v.Chr.
  - Tiridates I coregent?
- Arsaces II (in oudere literatuur ook wel Artabanus genoemd) 211 v.Chr.-191 v.Chr.
- Priapitius 191 v.Chr.-176 v.Chr.
- Phraates I 176 v.Chr.-171 v.Chr.
- Mithridates I de Grote 171 v.Chr.-138 v.Chr.
- Phraates II 138 v.Chr.-129 v.Chr.
  - interregnum
- Artabanus I 127 v.Chr.-124 v.Chr.
- Mithridates II de Grote 124 v.Chr.-88 v.Chr.
- Gotarzes I (tegenkoning tegen Mithridates II)
- Orodes I rond 80 v.Chr., in deze zelfde periode nog minstens 2 verder onbekende koningen
- Sinatrukes 77 v.Chr.- ca. 70 v.Chr.
- Phraates III (70 – 57 v.Chr.)
- Mithridates III (57 – 56 v.Chr.)
- Orodes II (57 – 38 v.Chr.)
- Phraates IV (38 – 2 v.Chr.)
  - Tiridates II tegenkoning van 30-25 v.Chr., niet afkomstig uit de dynastie van de Arsaciden
- Phraataces 2 v.Chr.-4 na Chr.
- Orodes III 4-7
- Vonones I 7-12
- Artabanus II 10-38
  - Tiridates III 35-36
- Vardanes I 38-47
- Gotarzes II 38-51
  - Meherdates 49
  - Sanabares ca. 50-65
- Vonones II 51
- Vologases I 51-78
  - Vardanes II 55-58
  - Vologases II 77 - 80
- Pacorus II 78-105
  - Artabanus III 80-81
- Vologases III 105-147
- Osroes I 109-129
- Mithridates IV 129-147
- Vologases IV 148-192
  - Osroes II ca. 190
- Vologases V 192-207
- Vologases VI 207-228
- Artabanus IV 213-226
  - begin van de opstand van de Sassaniden onder Ardashir 224